# Château de Teplitz
Le château de Teplitz (Schloss Teplitz) est un palais situé à Teplice (Teplitz en allemand, anciennement « Tœplitz-Schœnau ») dans la province d'Ústí nad Labem en République tchèque. Il fut le siège principal des princes Clary-und-Aldringen de 1636 à sa confiscation en 1945.

## Histoire du château

### Le château primitif (XIIIe–XVIesiècle)

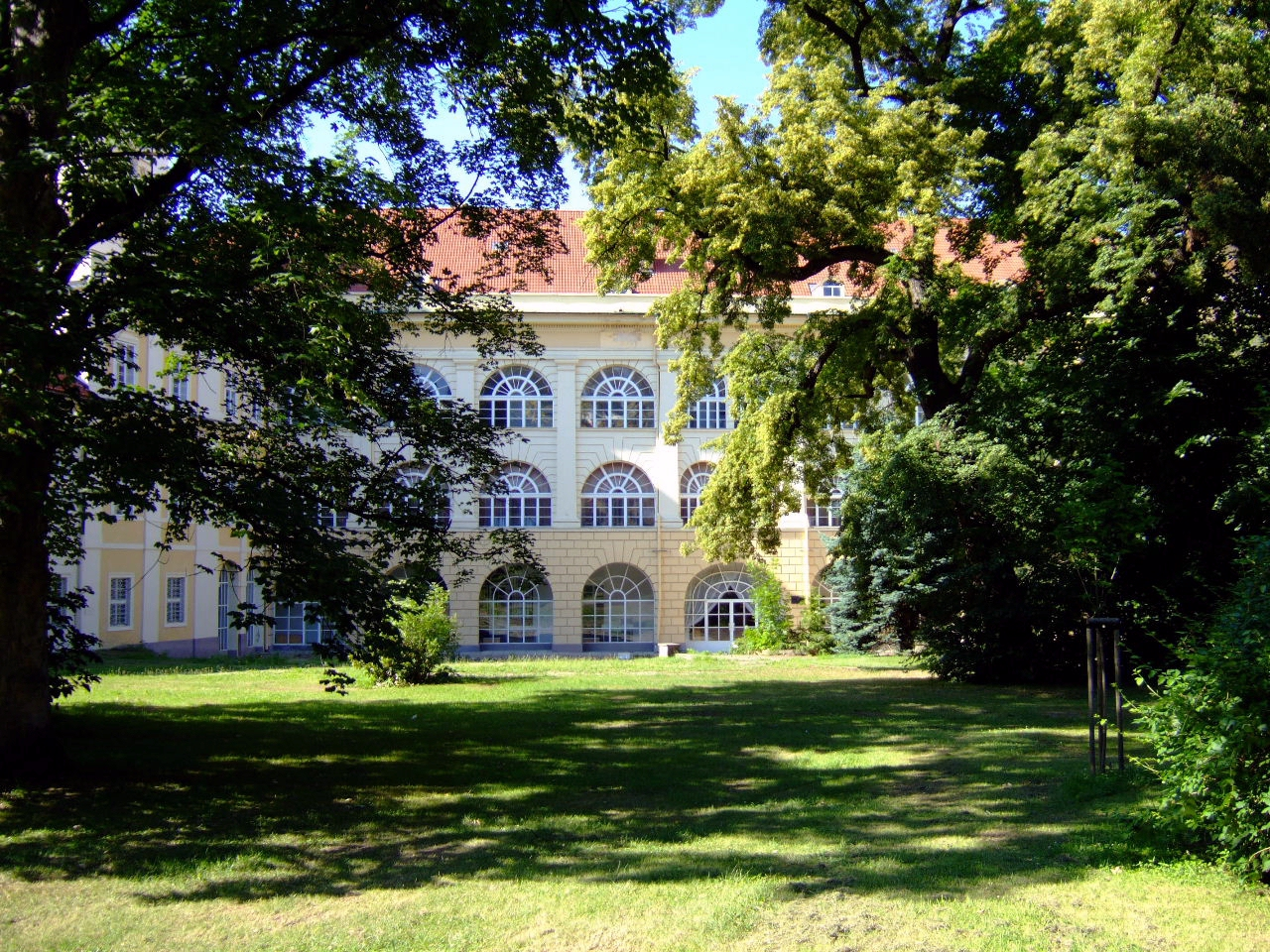
L'aile Renaissance

Dans la deuxième moitié du XIIe siècle, la reine Judith de Bohême, après un voyage aux sources chaudes à Schönau, fonde un monastère bénédictin à l'emplacement du château actuel, il s'agissait du premier monastère de la sorte bâti dans le royaume de Bohême. Le monastère est célèbre pour son cloître et la gestion des eaux de Schonau en font l'un des plus prospères de la région mais il disparait au cours des guerres hussites qui déchirent le pays de 1420 à 1433.
Dans la deuxième moitié du XVe siècle, sous la régence de la reine Jeanne de Rosental, conjointe du roi Georges de Bohême, un château fort est construit sur les ruines. La nouvelle construction intègre néanmoins des éléments romans et gothiques provenant de l'ancien monastère que l'on peut toujours admirer aujourd'hui dans l'aile orientale. Le nouveau bâtiment conserve également la crypte romane de l'ancien monastère.
Au cours du XVIe siècle, Wolf von Wrzessowitz fait construire dans la cour du château une église dédiée à l'Exaltation de la Sainte-Croix qui devient celle du château. Au même moment, les bâtiments sont remaniés et agrandis d'un grand corps de bâtiment de style gothique flamboyant qui donne à la construction ses lettres de noblesse. En 1585, la propriété de la ville de Teplitz et de sa place forte revient aux comtes Kinsky. La reconstruction de l'aile principale est alors inachevée. Les travaux reprennent non sans avoir été remis au goût du jour : le style Renaissance prévaut désormais. On édifie également une résidence d'été séparée, surnommé la tourelle de Kolostuj. Mais, le 24 février 1636, Wilhem von Kinky est assassiné à Eger avec Albrecht von Wallenstein et les Kinsky perdent la seigneurie de Teplitz.

### Le château des princes Clary-und-Aldringen

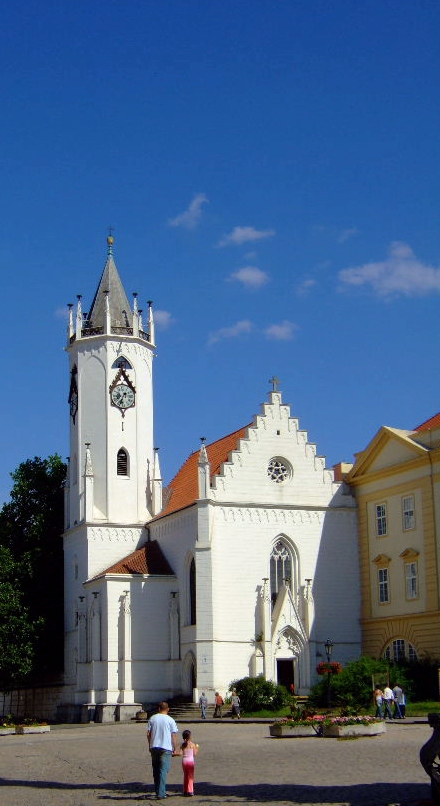
La chapelle du château des Clary-und-Adringen

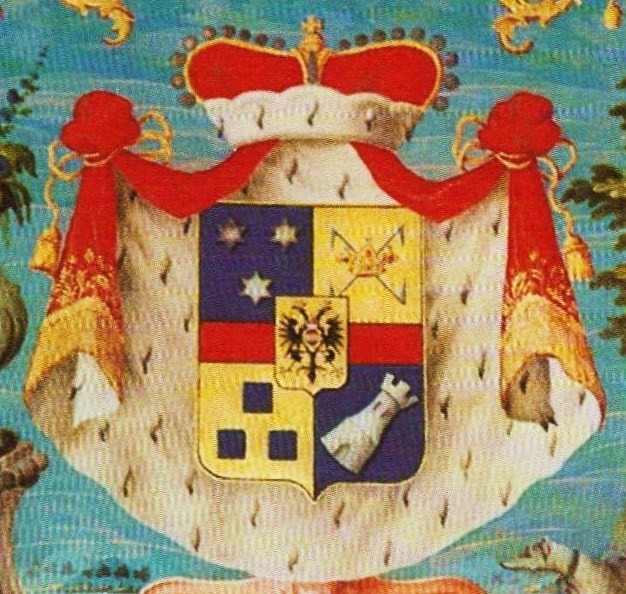
Le blason des Princes de Clary et Aldringen

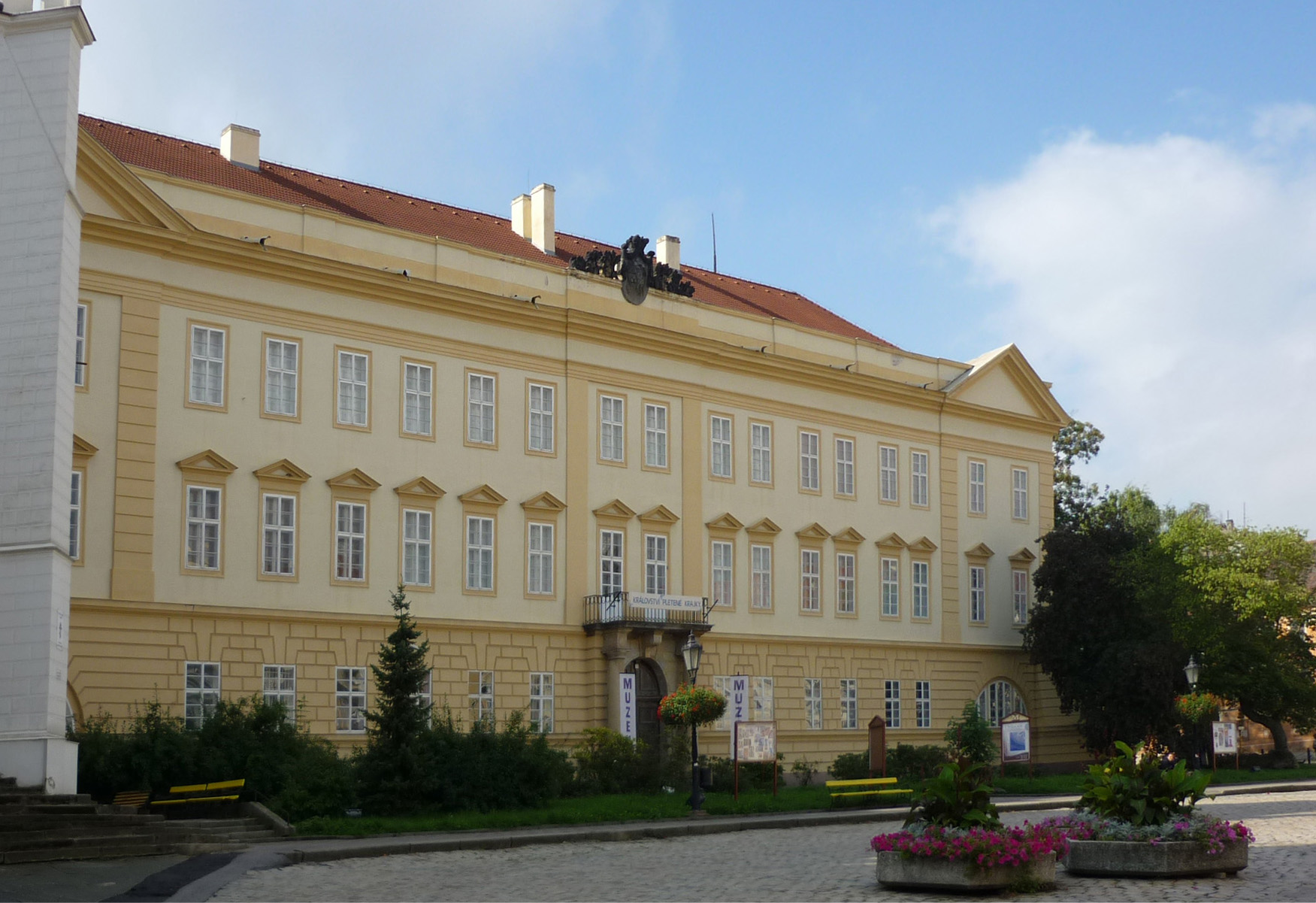
La façade néo-classique du château

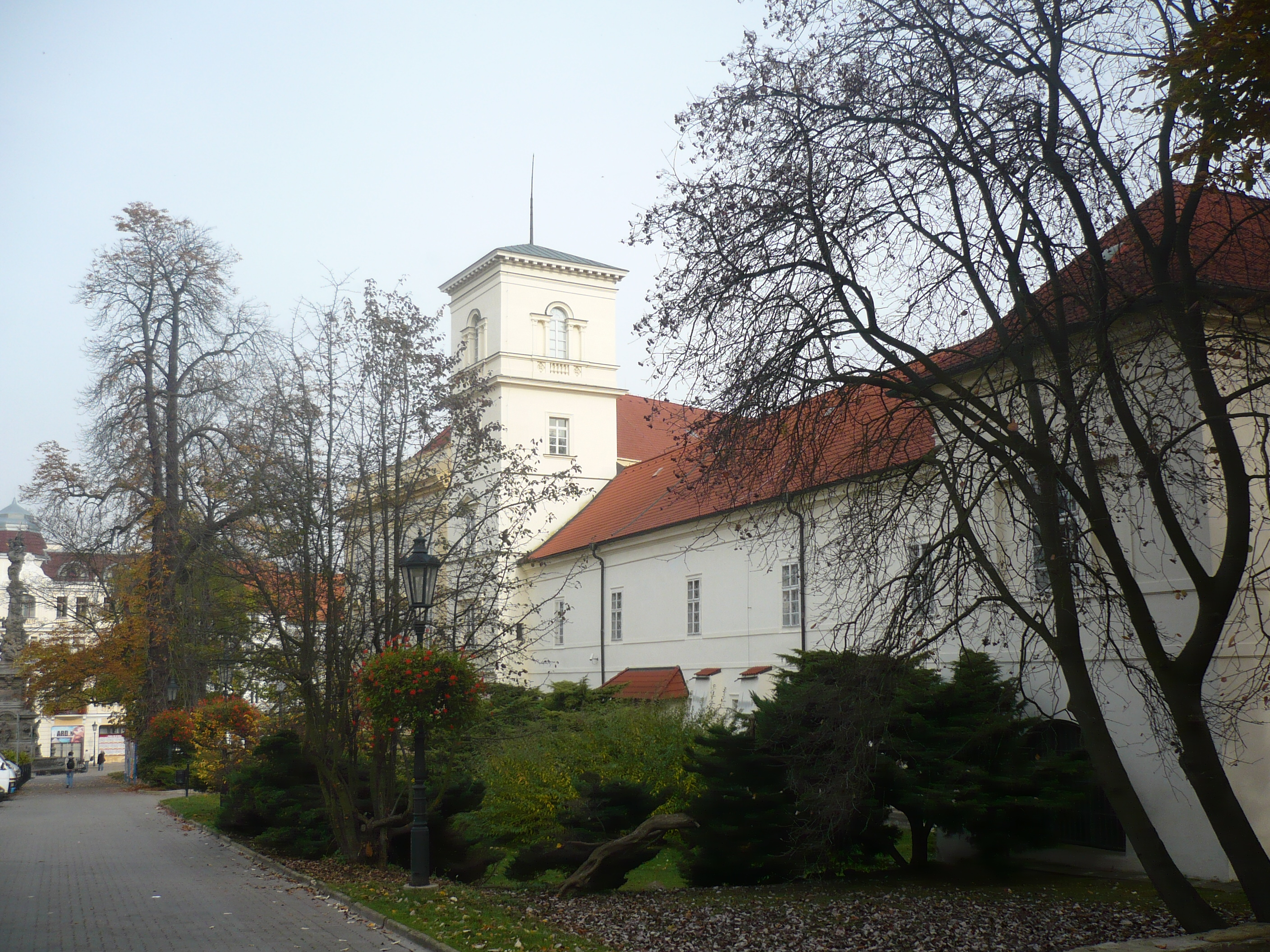
L'aile Empire

Ferdinand II confisque les biens du comte Kinski. La seigneurie de Teplitz et son château sont alors donnée au comte Johann von Aldringen qui meurt sans héritier direct. En 1636, la ville devient donc propriété de sa sœur Anna, épouse du baron Hieronymus von Clary, ancêtres de la famille princière von Clary-und-Aldringen. Malgré les luttes d'influence autour de ce domaine, les Clary-Aldringen se voit confirmés dans leurs possessions par l'Empereur Ferdinand, devenant ainsi les plus puissants nobles des Sudètes. Dès 1666, la famille est élevée au titre de comte du Saint-Empire par l'Empereur Léopold Ier puis, en 1767, au titre de prince du Saint-Empire par l'Empereur Joseph II.
La famille princière fait de Teplitz son siège et entreprend donc la reconstruction complète du château. Le bâtiment est intégralement reconstruit dans le goût baroque. La taille du château est triplée. Les prince Clary-Aldringen font ajouter l'aile d'ouest autour de laquelle se développe le "nouveau bâtiment baroque" ("Neue Gebäude"). Un théâtre est ajouté au palais dans la deuxième moitié du XVIIIe siècle. 
La dernière grande restructuration du château est commencée à la fin du XVIIIe siècle. La rénovation est dirigée selon le goût néo-classique alors en vogue. La façade du château est reconstruite dans cet esprit tandis qu'un corps de bâtiment de style Empire dominant le parc fait son apparition en 1800. L'église du château est rénovée de 1798 à 1806 afin de correspondre au nouveau style général. 
Durant les guerres napoléoniennes, c'est au château des Clary-Aldringen qu'est installé le quartier général des trois alliés autrichien, prussien et russe. C'est ainsi qu'y est scellée la Sainte-Alliance qui sera formellement signée à Paris le 26 septembre 1815. 
Le château de Teplitz, en tant que siège principal des princes Clary-Aldringen est l'un des hauts lieux de la haute société aristocratique européenne. 
Le château servit de résidence estivale à tous les membres de la famille Clary-Aldringen (la famille résidait le reste de l'année dans leur palais viennois (Palais Mollard-Clary)) ainsi que certains de leurs illustres parents tels que le prince Joseph de Ligne, le comte Charles-Louis de Ficquelmont et son épouse, la comtesse Dolly von Tiesenhausen. La famille y invitait également musiciens et écrivains tels Giacomo Casanova, Johann Wolfgang von Goethe, Frederic Chopin, Franz Liszt et Ludwig van Beethoven qui y rédigea la Lettre à l'immortelle Bien-aimée et y acheva sa Septième symphonie.
À partir du XVIIIe siècle, les eaux de Teplitz sont rendues célèbres et la ville se transforme en une destination mondaine très prisée de la grande aristocratie européenne. Le château est alors le cœur de cette société et s'y déroulent bals et opéras réunissant la meilleure noblesse d'Europe, les princes Kinský, Esterhazy, Liechtenstein, Lobkowicz, Colloredo-Mansfeld sont tous des intimes des princes Clary-Aldringen.
La famille reçoit également les souverains européens; ainsi en 1835, le roi Frédéric-Guillaume III de Prusse, l'Empereur Nicolas Ier de Russie et l'Empereur François Ier d'Autriche sont leurs hôtes et, en 1849, l'Empereur François Joseph et les rois Frédéric-Guillaume IV de Prusse et Frédéric-Auguste II de Saxe puis, en 1860, l'Empereur et le prince-régent Guillaume de Prusse résident également au château.

### Confiscation de 1945
En 1945, en vertu des décrets Beneš, les princes Clary-Aldringen (seigneurs de Teplice depuis 1636) se voient expropriés de toutes leurs propriétés, au même titre que tous les Allemands des Sudètes. Le château devient alors un musée.

## Célèbres résidents

### Famille Clary-und-Aldringen
- Wenzel von Clary-und-Aldringen
- Charles-Joseph de Ligne
- Charles-Louis de Ficquelmont
- Dolly de Ficquelmont
- Élisabeth-Alexandrine de Ficquelmont, princesse Clary-Aldringen
- Siegfried von Clary-Aldringen
- Manfred von Clary-Aldringen

### Musiciens et écrivains
- Ludwig van Beethoven
- Frédéric Chopin
- Franz Liszt
- Giacomo Casanova
- Johann Wolfgang von Goethe